# Buccinanops monilifer
Buccinanops monilifer (denominada, em inglês, one-ridge Bullia; em castelhano: nasa de collar, nasa espinosa ou caracol tuberculado) é uma espécie de molusco gastrópode marinho predador do sudoeste do oceano Atlântico, pertencente à família Nassariidae. Foi classificada por Louis Charles Kiener, em 1834, e nomeada Buccinum moniliferum (no gênero Buccinum).

## Descrição da concha e hábitos
Conchas de espiral moderadamente alta e globosa, com protoconcha arredondada, e de coloração branca com faixas castanhas, de 4 até pouco mais de 5 centímetros de comprimento; com 8 voltas, quando desenvolvidas, sendo as últimas três esculpidas com nódulos pontiagudos (coronações) próximos à junção das espirais (sutura). Columela côncava e dotada de um calo posterior. Canal sifonal curto. Abertura ovalada, com lábio externo fino. Opérculo córneo, castanho, de núcleo periférico e com camadas concêntricas, cobrindo toda a abertura.
É encontrada em águas rasas da zona nerítica até os 50 metros de profundidade, em habitats de bentos com areia e lodo.

## Distribuição geográfica
Buccinanops monilifer ocorre do Espírito Santo ao Rio Grande do Sul, no Brasil, até o golfo de San Matías, na Argentina.